# Volen Nikolov Siderov
Volen Nikolov Siderov (en bulgare : Волен Николов Сидеров), né le 19 avril 1956 à Yambol en Bulgarie, est un homme politique et journaliste bulgare, dirigeant du parti d'extrême-droite Ataka depuis sa fondation en avril 2005.

## Parcours professionnel
Photographe de formation, Volen Siderov a commencé à travailler au musée national de littérature. Après la chute du régime communiste en 1990, il devient journaliste, rédacteur en chef de Demokracia, le journal officiel de l'Union des forces démocratiques. Par la suite, il devient analyste dans le journal Monitor dont il est licencié sous le motif disciplinaire d'absence « non justifiée » du travail[réf. souhaitée].
Volen Siderov est ensuite animateur, sur la chaîne bulgare SKAT, d'une émission d'actualités qui porte le même nom que son mouvement, Ataka.

## Parcours politique

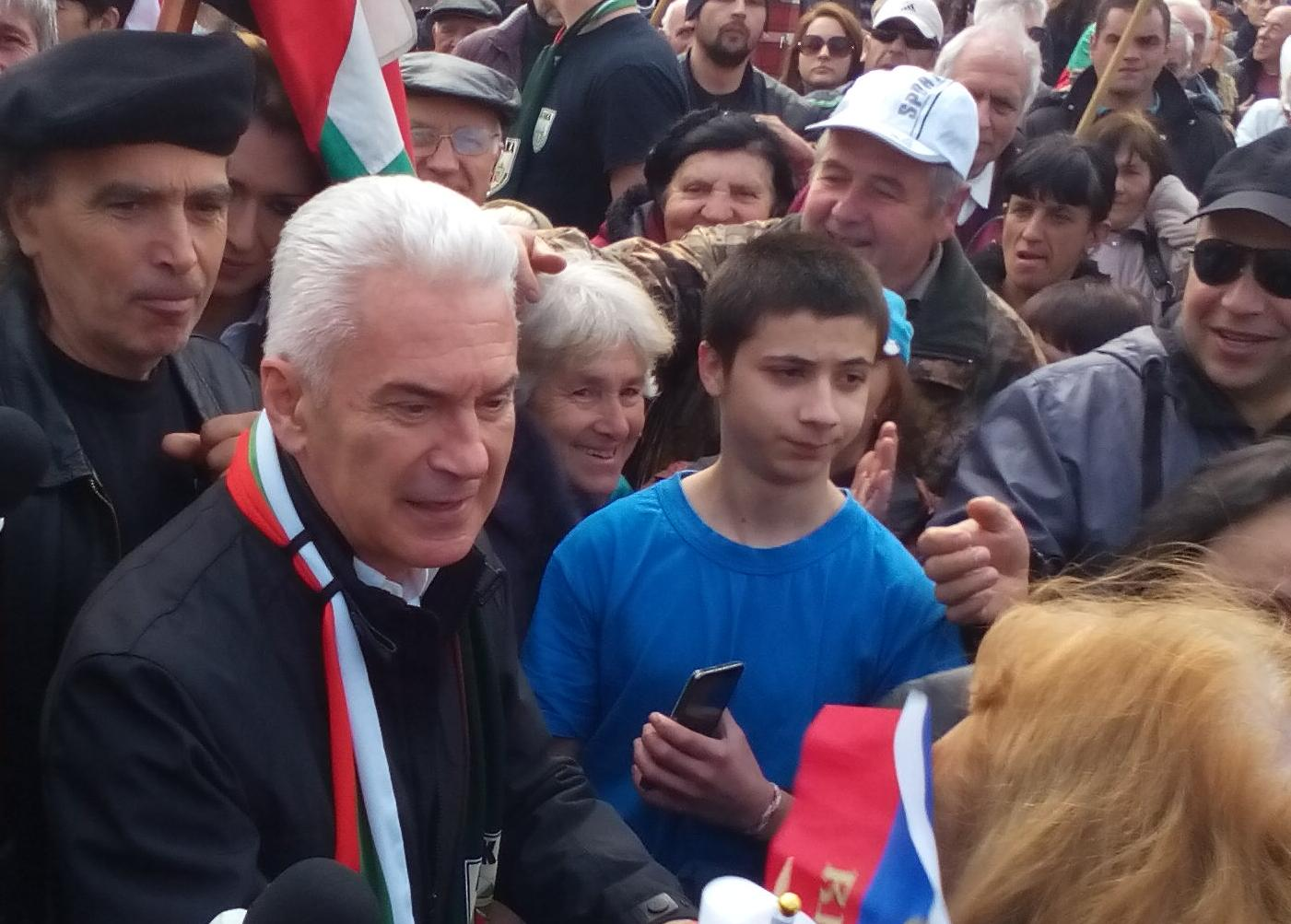
Volen Siderov en 2016.

En 2001, il tente d'entrer en politique dans le parti NDSD mais son adhésion est refusée. Deux ans plus tard, il est candidat à la mairie de Sofia mais n'obtient que 0,45 % des voix. En avril 2005, à partir de trois petits partis politiques, il fonde l' Union nationale Attaque (Национален съюз Атака), appelé couramment Ataka, dont il est élu président. Aux élections qui se déroulent en juin suivant, la nouvelle formation recueille 8,14 % des voix et devient le quatrième parti représenté au Parlement.
Candidat à l'élection présidentielle de 2006, Siderov obtient 21,48 % des suffrages au premier tour, ce qui lui permet d'être qualifié pour le second où, confronté au président socialiste sortant, Gueorgui Parvanov, il est largement battu par plus de 75 % des votants.
Lors des élections législatives de 2013, il mène les listes de son parti.

## Polémiques
Lors des élections présidentielles de 2006, la presse fait état d'une citation attribuée à Siderov, selon laquelle il aurait dit vouloir « transformer les Tsiganes en savon »,. 
Répondant à la polémique, Siderov a affirmé qu'il avait dit, en plaisantant, vouloir distribuer des savons dans les zones où les Roms sont présents.
Il est réputé pour avoir des positions antisémites et racistes.

## Œuvres
- Le Boomerang du mal (2002) (bulgare: Бумерангът на злото)
- Bulgarophobie (2003) (bulgare: Българофобия)
- Le pouvoir du Mammon (2004) (bulgare: Властта на Мамона)
- Ma bataille pour la Bulgarie (2007) (bulgare: Моята битка за България)

## Lien
- (en) Site officiel d'Ataka